# Макдоннелл, Рэндал, 8-й граф Антрим
Рэндал Джон Сомерлед Макдоннелл, 8-й граф Антрим (англ. Randal John Somerled McDonnell, 8th Earl of Antrim; 22 мая 1911 — 26 сентября 1977) — британский дипломат, пэр, активист, военный и администратор.

## Биография
Родился 22 мая 1911 год. Старший сын Рэндала Марка Керра Макдоннелла, 7-го графа Антрима (1878—1933), и его Маргарет Изабель Толбот (1878—1974), дочери консервативного политика Джона Гилберта Толбота. Он получил образование в Итонском колледже и в колледже Крайст-черч в Оксфорде (где его другом был Ивелин Во).
15 июня 1932 года после смерти своего отца Рэндал Макдоннелл унаследовал титулы 8-го графа Антрима (Пэрство Ирландии) и 8-го виконта Данлюса (Пэрство Ирландии) .
Почётный атташе в Тегеране (1932), секретарь Палаты лордов с 1932 по 1934 год. Он занимал пост мирового судьи графства Антрим в 1934 году. В 1937 году лорд Антрим посетил Валенсию во время гражданской войны в Испании вместе с Сирилом Коннолли.
Во время Второй мировой войны Антрим был офицером Королевского флота в звании капитан-лейтенанта. Вместе с руководителем специальных операций и Питером Флемингом он служил на различных театрах военных действий.
В 1965 году лорд Антрим и одиннадцать других ирландских пэров подали петицию в Палату лордов Великобритании, утверждая, что закон по-прежнему предусматривает, что ирландские пэры-представители представляли Ирландию в верхней палате парламента. Генри Мур, 10-й граф Дроэда, продолжал занимать свои посты до 1954 года, спустя много времени после создания Ирландского свободного государства, и речь шла просто о создании нового механизма выборов. Однако лорды отклонили ходатайство.
Капитан Королевского военно-морского добровольческого резерва, командир Ольстерской дивизии Королевского военно-морского добровольческого резерва с 1954 по 1957 год. Заместитель лорда-лейтенанта графства Антрим в 1955 году, председатель Ольстерского телевидения, научный сотрудник Королевского института британских архитекторов (1972).
Председатель Национального фонда с 1965 по 1977 год.

## Семья
11 мая 1934 года лорд Антрим женился на художнице Анджеле Сайкс (6 сентября 1911 — 27 августа 1984), дочери сэра Таттона Бенвенуто Марка Сайкса, 6-го баронета, и Эдит Вайолет Горст, сестре писателя Кристофера Сайкса. Они жили в замке Гленарм.
У них было три сына, один из которых умер в младенчестве, и дочь:
- Александр Рэндал Марк Макдоннелл, 9-й граф Антрим (3 февраля 1935 — 21 июля 2021), старший сын и преемник отца.
- Леди Кристина Элис Макдоннелл (род. 18 сентября 1938), она вышла замуж за Джозефа Хоара (1925—2002), сына дипломата, сэра Реджинальда Херви Хоара.
- Достопочтенный Гектор Джон Макдоннелл (род. 1 марта 1947), художник[1][9].

Лорд Антрим скончался 26 сентября 1977 года в возрасте 66 лет.